# Дудник Олеся Віталіївна
Олеся Віталіївна Дудник (15 серпня 1974) — українська спортсменка (спортивна гімнастика). Навчалася в СДЮШОР «Надія». Майстер спорту міжнародного класу (1988). Заслужений майстер спорту (1989).

## Життєпис
Народилась 1974 року в місті Дніпродзержинськ. Виступала за команду спортивного товариства «Динамо» (Кіровоград, 1984—1990).
Срібна призерка чемпіонату СРСР у вправах на брусах (1987), на колоді (1988), багатоборстві (1989); бронова призерка на брусах і у вільних вправах (1988), в опорному стрибку (1989).
Чемпіонка світу (Штуттґарт, 1989) у команді та в опорному стрибку (під керівництвом Світлани Богинської), срібна призерка у вправах на колоді. Чемпіонка Європи (Бельгія, 1989) у вправах на колоді. Чемпіонка України (1989).
Зазнала серйозної травми коліна, і труднощі з реабілітацією призвели до завершення її змагальної кар'єри.
Закінчила 1995 року Кіровоградський педагогічний інститут.